# Claudia Yáñez Centeno Cabrera
Claudia Valeria Yáñez Centeno y Cabrera (Colima, 2 de mayo de 1959) es una política mexicana, que hasta 2020 fue miembro del partido Movimiento Regeneración Nacional (Morena). Diputada federal para el periodo de 2018 a 2021.

## Reseña biográfica
Claudia Yáñez Centeno es licenciada en Psicología Social egresada de la Universidad Autónoma Metropolitana, ejerció su profesión como  psicóloga y logoterapeuta. Es hermana de César Yáñez Centeno Cabrera, quien es Coordinador General de Política y Gobierno del Gobierno de Andrés Manuel López Obrador.
Ocupó varios cargos en el Instituto Mexicano del Seguro Social, la Secretaría de Educación Pública y fue asesora de Proyectos para el Desarrollo Social en la Secretaría de Desarrollo Social de Gobierno del Distrito Federal. De 2017 a 2018 fue enlace de Morena en Colima.
En 2018 fue postulada por la coalición Juntos Haremos Historia y electa diputada federal en representación del Distrito 1 de Colima a la LXIV Legislatura que culminará en 2021. En la Cámara de Diputados ha sido secretaria de la comisión de Pesca; e integrante de las comisiones de Comunicaciones y Transportes; y de Marina.
En 2020 participó en el proceso interno de Morena para la selección de candidato a la gubernatura del estado para las elecciones de 2021, en las que enfrentó a Indira Vizcaíno Silva, quien fue Coordinadora Estatal de los Programas de Desarrollo en Colima. La selección favoreció a Indira Vizcaíno, ante lo cual Claudia Yáñez denunció el proceso como una «farsa» y renunció a su militancia en Morena, y la posibilidad de participar en la elección como abanderada de otro partido.